# Affonso Romano de Sant'Anna
Affonso Romano de Sant'Anna (Belo Horizonte, 27 de março de 1937 – Rio de Janeiro, 4 de março de 2025) foi um escritor e poeta brasileiro.

## Biografia
Nas décadas de 1950 e 1960 participou de movimentos de vanguarda poética. Em 1961 formou-se em letras neolatinas pela então Faculdade de Filosofia, Ciências e Letras da UMG, atual Faculdade de Letras da Universidade Federal de Minas Gerais (UFMG).
Em 1965 lecionou na Universidade da Califórnia em Los Angeles (UCLA), Estados Unidos, e em 1968 participou do Programa Internacional de Escritores da Universidade de Iowa, que agrupou 40 escritores de todo o mundo.
Em 1969 doutorou-se pela UFMG e, um ano depois, montou um curso de pós-graduação em literatura brasileira na Pontifícia Universidade Católica do Rio de Janeiro (PUC-Rio). Foi Diretor do Departamento de Letras e Artes da PUC-Rio, de 1973 a 1976, realizando então a "Expoesia", série de encontros nacionais de literatura.
Ministrou cursos na Alemanha (Universidade de Colônia), Estados Unidos (Universidade do Texas e UCLA), Dinamarca (Universidade de Aarhus), Portugal (Universidade Nova) e França (Universidade de Aix-en-Provence).
Sua tese de doutorado abordou uma análise da poética de Carlos Drummond de Andrade, com o título Drummond, um gauche no tempo, em que faz uma análise do conceito de gauche ao longo de sua obra literária.
Durante os anos de 1990-1996 foi presidente da Fundação Biblioteca Nacional, onde desenvolveu grandes ações de incentivo à leitura, como o Sistema Nacional de Bibliotecas.
Foi cronista no Jornal do Brasil (1984-1988), do jornal O Globo até 2005, do Correio Braziliense, de 1992 a 2008 e do jornal Estado de Minas até 2014. Foi casado com a também escritora Marina Colasanti, de quem se tornou viúvo em janeiro de 2025.

## Morte
Morreu no dia 4 de março de 2025 aos 87 anos no Rio de Janeiro, vítima de Alzheimer, doença que enfrentava desde 2017. Foi enterrado no dia 5 de março no Cemitério da Penitência, na capital fluminense.